# 利捷列夫卡河
利捷列夫卡河（烏克蘭語：Котелевка）是烏克蘭的河流，位於該國東部，流經哈爾科夫州和波爾塔瓦州，屬於科捷利瓦河的支流，發源自克拉斯諾庫茨克，河道全長31公里，流域面積319平方公里。